# مايكل تومسون (كرة سلة)
مروان بابلو
(بالإنجليزية: Michael Thompson)‏ مواليد 2 فبراير 1989 في شيكاغو، هو لاعب كرة سلة أمريكي. بدأ مسيرته الاحترافية في سنة 2011. يلعب مع بشكتاش لكرة السلة كلاعب هجوم خلفي. يحمل الرقم 19. يبلغ طوله 5 قدم 10 بوصة (1.8 م).

## المسيرة الاحترافية
لعب مع سكايلاينرز فرانكفورت في الدوري الألماني في موسم 2011–2012، ثم لعب مع أسفيل باسكت في الدوري الفرنسي في موسم 2012–2013، ثم لعب مع إس بي أو روان باسكت في موسم 2014–2015، ثم لعب مع بشكتاش لكرة السلة في الدوري التركي في سنة 2016.

## روابط خارجية
- مايكل تومسون على موقع سبورتس رفرنس (الإنجليزية)
- مايكل تومسون على موقع كرة السلة الأوروبية.كوم (الإنجليزية)
- مايكل تومسون على موقع كلية كرة السلة في سبورتس رفرنس.كوم (الإنجليزية)
- مايكل تومسون على موقع ريلجم (الإنجليزية)
- مايكل تومسون على موقع بروبوليرز (الإنجليزية)
- مايكل تومسون على موقع سبورتس رفرنس (الإنجليزية)